# Bretońska Liga Federalistyczna
Bretońska Liga Federalistyczna (fr. Ligue fédéraliste de Bretagne) – bretońskie ugrupowanie polityczne działające w I poł. lat 30. XX wieku.
Liga wywodziła się spośród działaczy opcji federalistycznej wywodzących się z Bretońskiej Partii Autonomicznej, która rozpadła się w kwietniu 1931 r. Należeli do nich m.in. Maurice Duhamel, Morvan Marchal, Yann-Morvan Gefflot, Goulven Mazéas, René-Yves Creston. Symbolem Ligi stała się Hevoud, tj. celtycka wersja swastyki. Organem prasowym było pismo "La Bretagne fédérale (Breiz kevredel)", redagowane przez M. Marchala. W 1931 r. M. Marchal napisał książkę pt. "Breiz kevredel", która zawierała ideę federalistycznej Francji z autonomiczną Bretanią, co było głównym motywem programowym Ligi. Już w 1934 r. Liga rozwiązała się i została zastąpiona przez Bretoński Ruch Federalistyczny.